# Liparis anceps
Liparis anceps är en orkidéart som beskrevs av Rudolf Schlechter. Liparis anceps ingår i släktet gulyxnen, och familjen orkidéer. Inga underarter finns listade i Catalogue of Life.